# Three Sisters (Colombie-Britannique)
Pour les articles homonymes, voir Three Sisters et Trois sœurs.
Le mont Trinity (Mount Trinity, en anglais), plus couramment dénommé et connu sous le nom de Three Sisters (les « Trois sœurs ») est un trio montagneux situé au nord de Fernie en Colombie-Britannique.
Selon la légende locale, un chef amérindien se transforma en montagne (le Mont Proctor) parce qu'il était incapable de choisir qui épouser parmi trois jeunes femmes. Ébranlées, elles prièrent pour être elles aussi transformées en montagnes. C'est ainsi qu'elles devinrent les Three Sisters, sises face au Mont Proctor.